# ورزشگاه موردوویا آرنا
ورزشگاه موردوویا آرنا (روسی: Мордовия Арена) یک ورزشگاه فوتبال در سارانسک، روسیه است.
این ورزشگاه که در سال ۲۰۱۰ شروع به ساخت شده در آوریل ۲۰۱۸ تأسیس شده‌است، ورزشگاه موردوویا آرنا که دارای ۴۴٬۴۴۲ نفر ظرفیت می‌باشد یکی از ورزشگاه‌های جام جهانی فوتبال ۲۰۱۸ است.